# Interscope Records
Interscope Records es una compañía discográfica fundada en 1990 por Jimmy Iovine y Ted Field con el respaldo económico de Atlantic Records (que se hizo con el 50% del sello). En 1992 Jimmy Iovine ayudó a Death Row Records financiando y alcanzando un acuerdo de distribución con ellos por medio de Interscope. Interscope Records es uno de los más importantes sellos discográficos a nivel mundial.
Bajo la presión de grupos activistas hostiles con el gangsta rap vendió su parte en 1996. Interscope entonces se unió a MCA in Music Entertainment renombrado Universal Music Group.
Algunos de los artistas que han firmado contratos con Interscope Records son Eminem, Dr. Dre, Selena Gomez, The Black Eyed Peas, Lana Del Rey, Ellie Goulding, Gwen Stefani, Maroon 5, Sting, U2, Lady Gaga, Kendrick Lamar, Schoolboy Q, OneRepublic, Avicii, Zedd, 5 Seconds of Summer, Imagine Dragons, Billie Eilish, Bad Gyal, Tame Impala, Blackpink, Somi, Momoland, Iván Cornejo, Beky Ross, Khea, Playboi Carti, Camila Cabello, Olivia Rodrigo, Los CT, Dekko, Karol G, Xavi entre otros.

## Compañías discográficas afiliadas a Interscope
- Death Row Records (1992-1996)
- G Unit Records (2002-2014)
- White Lion Records (2003-presente)
- Octone Records (2007-presente)[1]
- Aftermath Entertainment (1996-presente)[2]
- Dvpper Music (2023 - presente)
- Cherrytree Records (2005-presente)[3]
- Amaru Entertainment (1997-presente)
- Kon Live Distribution (2007-presente)
- El Cartel Records (2005-2008)
- Mosley Music Group (2005-presente)[4]
- Shady Records (1999-presente)[5]
- Streamline Records (2007-presente)[6]
- Tennman Records (2007-presente)[7]
- Bichota Records (2023-presente)
- Will.i.am Music Group (2009-presente)[8]
- Zone 4 (2007-presente)[9]
- Blackground Records (2009-presente)
- UniQueen Records (2023-presente)
- Young Flex (2019-presente)
- LOS CT (2023-presente)[10]